# Arare (comida)

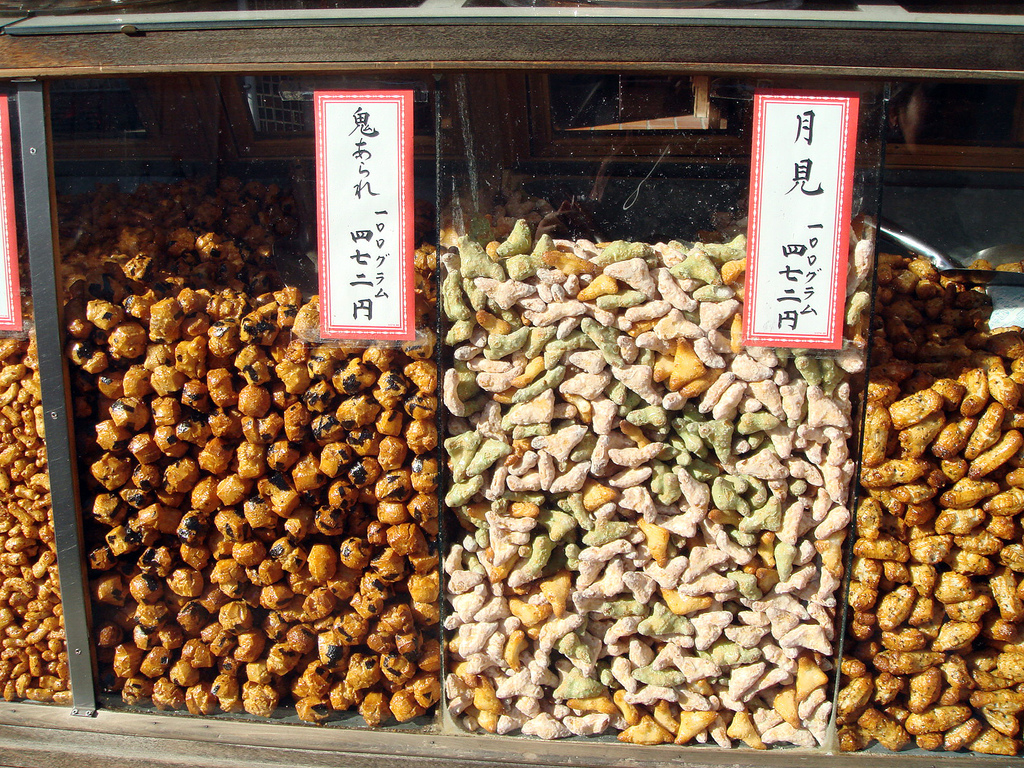
Arare a la venta a granel.

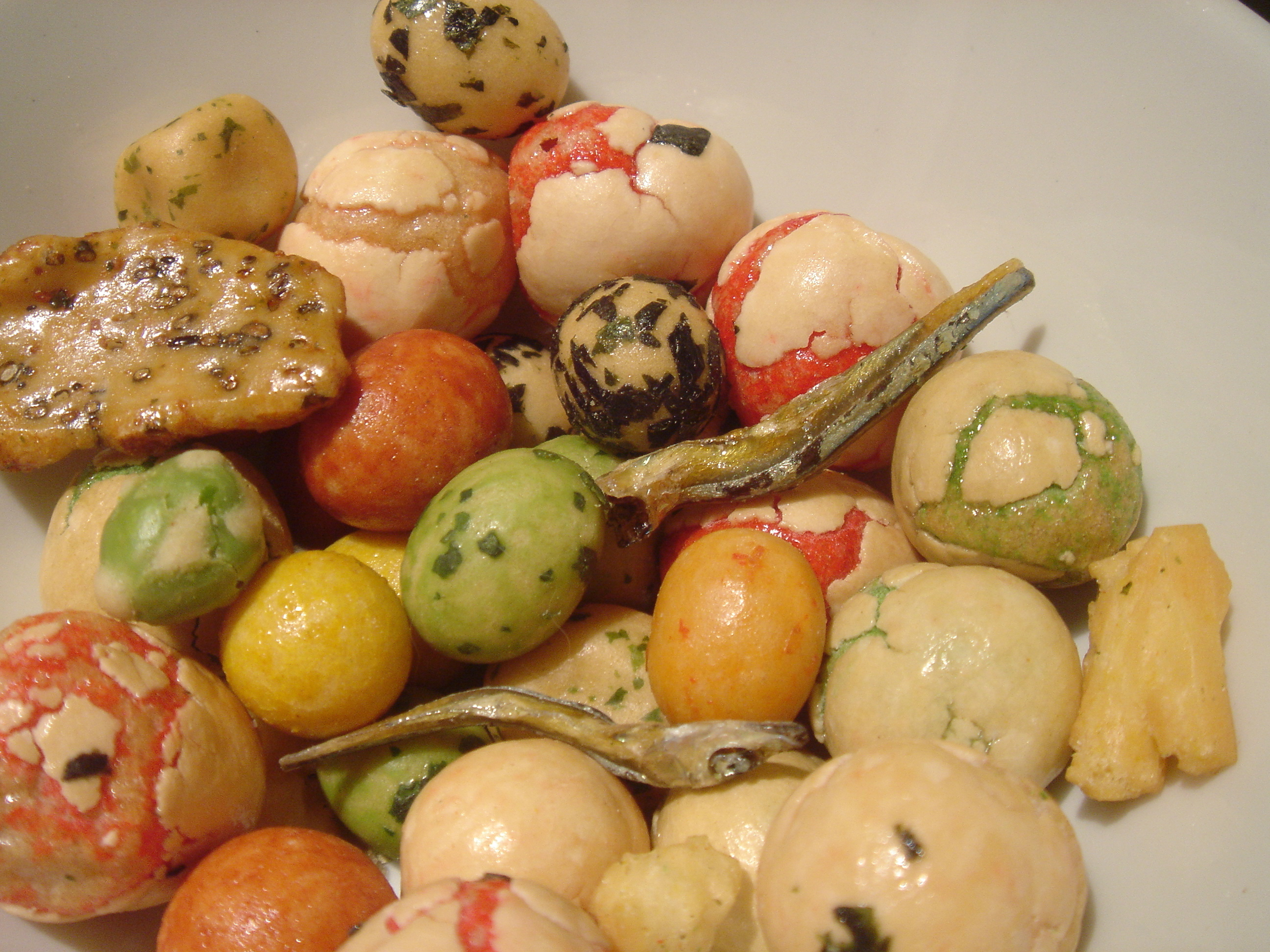
Arare de cacahuete con arvejas wasabi y pescado seco.

El arare (あられ,?  ‘granizo’) es un tipo de cracker japonés pequeño elaborado con arroz glutinoso y condimentado con salsa de soja. El tamaño y la forma distinguen al arare del senbei.

## Tipos
Hay muchos tamaños, colores y formas diferentes de arare. Algunos son salados y otros dulces. Uno, llamado norimaki arare, se envuelve con algas nori secas. Otro, el Kaki no tane (柿の種?), toma su nombre del parecido con las semillas de caqui y suelen venderse con cacahuetes, una mezcla llamada kakipī (かきピー?). Son un aperitivo popular para acompañar a la cerveza japonesa.

## Cultura
Los japoneses consumen arare típicamente para celebrar el Hinamatsuri (festival de las muñecas) el 3 de marzo, día de las niñas en Japón. El arare preparado para la fiesta es muy colorido. El arare normal puede adquirirse todo el año, pero los coloreados solo se encuentran entre enero y marzo, como anticipo para el Hinamatsuri.
El arare fue exportado a los Estados Unidos por emigrantes japoneses que llegaron como trabajadores a las plantaciones tan pronto como en la década de 1900. En Hawái, el snack se llama a menudo kakimochi (pasta de arroz frita) o mochi crunch, y es popular mezclar el arare con palomitas de maíz (alguna gente también lo mezcla furikake).